# Morti nel 1584
| Questa pagina contiene informazioni ricavate automaticamente dalle voci biografiche con l'ausilio del template Bio e di un bot. L'aggiornamento è periodico e automatico e ricostruisce completamente la pagina. Se manca una persona in questa lista, sei pregato di non aggiungerla, ma accertati piuttosto che la sua voce biografica contenga il template Bio e che i dati anagrafici siano correttamente compilati. Se il template Bio manca, inseriscilo tu stesso o, in alternativa, metti l'avviso {{tmp\|Bio}} che ne segnala la mancanza. Se i dati riportati sono sbagliati, correggi direttamente la voce biografica; le modifiche saranno visibili in questa lista entro pochi giorni. Per chiarimenti vedi il progetto biografie. La lista contiene solo le 82 persone che sono citate nell'enciclopedia e per le quali è stato implementato correttamente il template Bio. Pagina aggiornata al 31 ago 2024. |

## Gennaio(4)
- 11 gennaio - William Carter, tipografo inglese
- 11 gennaio - Scipione Simonetta, nobile e politico italiano (n. 1524)
- 15 gennaio - Guarnero Trotti, vescovo cattolico italiano (n. 1540)
- 30 gennaio - Pieter Pourbus, pittore fiammingo (n. 1523)

## Febbraio(5)
- 8 febbraio - Antonio d'Aragona Cardona, nobile e militare italiano (n. 1543)
- 12 febbraio - Thomas Hemerford, presbitero inglese (n. 1554)
- 18 febbraio - Anton Francesco Grazzini, poeta, scrittore e commediografo italiano (n. 1505)
- 19 febbraio - Anna de' Medici, nobile (n. 1569)
- 27 febbraio - Yi I, scrittore coreano (n. 1536)

## Marzo(2)
- 10 marzo - Thomas Norton, scrittore, avvocato e politico inglese (n. 1532)
- 28 marzo - Ivan IV di Russia,  russo (n. 1530)

## Aprile(2)
- 9 aprile - Filippo Maria Campeggi, vescovo cattolico italiano (n. 1518)
- 27 aprile - Mikołaj Radziwiłł, militare polacco (n. 1512)

## Maggio(8)
- 1º maggio - Giovanni Dolfin, vescovo cattolico italiano (n. 1529)
- 4 maggio - Ryūzōji Takanobu, militare giapponese (n. 1530)
- 10 maggio - Alvise Corner, cardinale italiano (n. 1517)
- 17 maggio - Luigi IV Gesualdo, nobile e mecenate italiano (n. 1509)
- 18 maggio - Ikeda Tsuneoki, militare giapponese (n. 1536)
- 18 maggio - Mori Nagayoshi, militare giapponese (n. 1558)
- 25 maggio - Prospero Sogari, scultore e architetto italiano (n. 1516)
- 26 maggio - Gamō Katahide, militare giapponese (n. 1534)

## Giugno(5)
- 10 giugno - Francesco Ercole di Valois, nobile francese (n. 1555)
- 13 giugno - Giovanni Sambuco, filologo, storico e medico ungherese (n. 1531)
- 14 giugno - Claude de la Baume, cardinale e arcivescovo cattolico francese (n. 1534)
- 15 giugno - Bernardo Zanchini, letterato italiano
- 20 giugno - Dermot O'Hurley, vescovo cattolico irlandese

## Luglio(6)
- 10 luglio - Guglielmo I d'Orange, militare olandese (n. 1533)
- 10 luglio - Francis Throckmorton, nobile inglese (n. 1554)
- 14 luglio - Balthasar Gérard, assassino francese (n. 1557)
- 16 luglio - Fiorenzo Maschera, compositore e organista italiano (n. 1541)
- 20 luglio - Elisabetta di Regenstein-Blankenburg, religiosa tedesca (n. 1542)
- 23 luglio - John Day, tipografo inglese (n. 1522)

## Agosto(6)
- 1º agosto - Marcantonio II Colonna, generale e ammiraglio italiano (n. 1535)
- 8 agosto - Jan van Hembyze, politico belga (n. 1513)
- 22 agosto - Jan Kochanowski, scrittore polacco (n. 1530)
- 28 agosto - Carlo Sigonio, storico italiano (n. 1520)
- 29 agosto - Lucas de Heere, pittore, storico dell'arte e poeta fiammingo (n. 1534)
- 29 agosto - Pedro Ponce de Leon, educatore e pedagogo spagnolo (n. 1508)

## Settembre(5)
- 14 settembre - Lucrezia Roverella, nobildonna italiana
- 15 settembre - Tsutsui Junkei, militare giapponese (n. 1549)
- 16 settembre - Balthasar Ayala, giurista belga (n. 1548)
- 18 settembre - Francesco Bossi, vescovo cattolico italiano
- 20 settembre - Gasparo Scaruffi, economista italiano (n. 1519)

## Ottobre(1)
- 15 ottobre - Richard Gwyn, insegnante gallese

## Novembre(7)
- 3 novembre - Carlo Borromeo, cardinale e arcivescovo cattolico italiano (n. 1538)
- 8 novembre - Ashina Moritaka, militare giapponese (n. 1561)
- 17 novembre - Eric II di Brunswick-Calenberg, nobile tedesco (n. 1528)
- 18 novembre - Matteo Tafuri, filosofo e medico italiano (n. 1492)
- 19 novembre - Jean Leunis, gesuita fiammingo (n. 1532)
- 21 novembre - Francisco Torres, gesuita, grecista e teologo spagnolo (n. 1509)
- 24 novembre - Paolo Aretino, compositore italiano (n. 1508)

## Dicembre(2)
- 26 dicembre - Giovanni Francesco Commendone, cardinale e vescovo cattolico italiano (n. 1524)
- 31 dicembre - Ludovico II de Torres, arcivescovo cattolico, diplomatico e giurista spagnolo (n. 1533)

## Senza giorno specificato(29)
- Paineñamcu,  nativo americano
- Pietro Antonio Alciati, pittore italiano
- Margherita Ball,  irlandese (n. 1515)
- Nicolas Bergeron, giurista e storico francese
- Péter Bornemisza, scrittore, poeta e predicatore ungherese (n. 1535)
- Giuseppe Caimo, compositore e organista italiano (n. 1545)
- Girolamo Caluschi, presbitero e predicatore italiano (n. 1524)
- Colin Campbell, VI conte di Argyll, politico scozzese
- Luigi Capponi, letterato italiano (n. 1505)
- Gaspar de Carvajal, missionario spagnolo (n. 1500)
- Girolamo Cattaneo, architetto e ingegnere italiano (n. 1540)
- Orazio De Santis, incisore e disegnatore italiano
- Bernal Díaz del Castillo, esploratore spagnolo (n. 1492)
- Gerhard Dorn, filosofo, traduttore e fisico belga (n. 1530)
- Guy Du Faur de Pibrac, poeta, magistrato e diplomatico francese (n. 1529)
- François Dubois, pittore francese (n. 1529)
- Giovanni Andrea Gilio, presbitero italiano
- Nikolaus Haller, mercante tedesco (n. 1539)
- Felice Lodron, militare italiano (n. 1537)
- Hans Lufft, tipografo e editore tedesco (n. 1495)
- Alberto Naselli, attore teatrale e commediografo italiano (n. 1540)
- Latino di Camillo Orsini, condottiero italiano
- Heitor Pinto, scrittore e presbitero portoghese (n. 1528)
- Prospero Provana, scrittore, storiografo e religioso italiano (n. 1520)
- Pierre Reymond, pittore francese (n. 1513)
- Ludger Tom Ring il Giovane, pittore tedesco (n. 1522)
- William Ruthven, I conte di Gowrie, nobile scozzese
- Alonso de la Vera Cruz, teologo spagnolo (n. 1507)
- Pietro Vinci, compositore italiano (n. 1535)